# Vitalization
Vitalization – dwudziesty dziewiąty singel japońskiej piosenkarki Nany Mizuki, wydany 12 sierpnia 2013 roku. Utwór tytułowy został użyty jako opening anime Senki Zesshō Symphogear G, a utwór Ai no hoshi został wykorzystany w zakończeniu filmu Space Battleship Yamato 2199. Singel osiągnął 3 pozycję w rankingu Oricon i pozostał na liście przez 14 tygodni, sprzedał się w nakładzie 81 793 egzemplarzy.

## Lista utworów
| Nr | Tytuł                                                      | Słowa                      | Kompozycja        | Aranżacja                         | Czas |
| -- | ---------------------------------------------------------- | -------------------------- | ----------------- | --------------------------------- | ---- |
| 1. | "Vitalization"                                             | Nana Mizuki                | Noriyasu Agematsu | Noriyasu Agematsu, Daisuke Kikuta | 3:44 |
| 2. | "Ai no hoshi" (jap. 愛の星)                                | Nana Mizuki, Eriko Yoshiki | Eriko Yoshiki     | Hitoshi Fujima                    | 4:33 |
| 3. | "Dramatic Love" (jap. ドラマティックラブ Doramatikku Rabu) | SAYURI                     | KOUTAPAI          | Shinya Saitō                      | 3:38 |

## Notowania
| Lista                         | Pozycja |
| ----------------------------- | ------- |
| Oricon Daily Singles Chart    | 1       |
| Oricon Weekly Singles Chart   | 3       |
| Oricon Yearly Singles Chart   | 84      |
| Billboard Japan Hot 100       | 3       |
| Billboard JAPAN Hot Animation | 1       |